# Lecompton
Lecompton és una població dels Estats Units a l'estat de Kansas. Segons el cens del 2000 tenia 608 habitants.
Va ser la capital del Territori de Kansas del 1855 al 1861, després que ho fossin de manera provisional Pawnee i Fort Leavenworth.

## Demografia
Segons el cens del 2000, Lecompton tenia 608 habitants, 228 habitatges, i 168 famílies. La densitat de població era de 260,8 habitants/km².
Dels 228 habitatges en un 41,2% hi vivien nens de menys de 18 anys, en un 54,8% hi vivien parelles casades, en un 11,4% dones solteres, i en un 26,3% no eren unitats familiars. En el 21,9% dels habitatges hi vivien persones soles el 6,6% de les quals corresponia a persones de 65 anys o més que vivien soles. El nombre mitjà de persones vivint en cada habitatge era de 2,67 i el nombre mitjà de persones que vivien en cada família era de 3,06.
Per edats la població es repartia de la següent manera: un 31,6% tenia menys de 18 anys, un 8,2% entre 18 i 24, un 31,6% entre 25 i 44, un 17,8% de 45 a 60 i un 10,9% 65 anys o més.
L'edat mediana era de 33 anys. Per cada 100 dones de 18 o més anys hi havia 93,5 homes.
La renda mediana per habitatge era de 38.281 $ i la renda mediana per família de 46.111 $. Els homes tenien una renda mediana de 37.813 $ mentre que les dones 20.577 $. La renda per capita de la població era de 15.433 $. Entorn del 4,4% de les famílies i el 4,7% de la població estaven per davall del llindar de pobresa.

## Poblacions properes
El següent diagrama mostra les poblacions més properes.